# Soví hrad
Soví hrad este o arie protejată (arie specială de conservare — SAC, sit de importanță comunitară — SCI) din Slovacia întinsă pe o suprafață de 41,66 ha, integral pe uscat.

## Localizare
Centrul sitului Soví hrad este situat la coordonatele 48°13′41″N 19°55′16″E / 48.228056°N 19.921111°E.

## Înființare
Situl Soví hrad a fost declarat sit de importanță comunitară în aprilie 2004 pentru a proteja 6 specii de animale. Situl a fost protejat și ca arie specială de conservare în martie 2004.

## Biodiversitate
Situată în ecoregiunea panonică, aria protejată conține 1 habitat natural: Pajiști stepice subpanonice.
La baza desemnării sitului se află mai multe specii protejate:
- păsări (1): mărăcinar negru (Saxicola torquatus)
- mamifere (3): liliac comun (Myotis myotis), liliacul mic cu potcoavă (Rhinolophus hipposideros), popândău comun (Spermophilus citellus)
- nevertebrate (2): rădașcă (Lucanus cervus), fluturele purpuriu (Lycaena dispar)

Pe lângă speciile protejate, pe teritoriul sitului au mai fost identificate 5 specii de plante, 1 specie de amfibieni, 3 specii de reptile.